# Eleição presidencial em Moçambique em 2004
Em Moçambique realizou-se uma eleição presidencial em 1 e 2 de dezembro de 2004. O Presidente Joaquim Chissano foi substituído após dezoito anos no poder e outros cinco candidatos disputaram a presidência.
Os votantes também elegeram os 250 deputados da Assembleia da República. Os candidatos à presidência eram:
- Armando Guebuza, Frelimo venceu com a maioria dos votos
- Afonso Dhlakama, Renamo
- Raul Domingos, PDD
- Yaqub Sibindy, PIMO
- Carlos Reis (Moçambique), FMGB

O anúncio oficial do vencedor foi feito formalmente no dia 17 de Dezembro, mas de fato, todos os votos foram somente apurados no dia 21 de Dezembro.

## Resultados
Guebuza venceu as eleições presidenciais com 63,7% dos votos e assumiu oficialmente funções em Fevereiro de 2005. Dhlakama ficou distante de Guebuza, mas conseguiu o segundo lugar com 31,7% dos votos e preferiu não pedir a recontagem de votos. Os outros candidatos receberam cada um menos de 3% dos votos.

### Números
| Candidatos - Partidos                                            | Votos     | %     |
| ---------------------------------------------------------------- | --------- | ----- |
| Armando Guebuza - Partido FRELIMO                                | 2 004 226 | 63,74 |
| Afonso Dhlakama - RENAMO                                         | 998 059   | 31,74 |
| Raul Domingos - Partido para a Paz, Democracia e Desenvolvimento | 85 815    | 2,73  |
| Yaqub Sibindy - Partido Independente de Moçambique               | 28 656    | 0,91  |
| Carlos Reis - Frente Unida para a Mudança e bom Governo          | 27 412    | 0,87  |
| Total (afluência 36,4%)                                          | 3 144 168 |       |
| Fonte: African Elections Database                                |           |       |